# William Poole (gangster)
William Poole, ook wel bekend als Bill the Butcher, (Sussex County, 24 juli 1821 -  New York, 8 maart 1855) was een Amerikaanse gangster. Hij was de leider van een bende uit New York genaamd de Bowery Boys. Tevens was hij een bekend bokser en de leider van de politieke partij Know Nothing.

## Biografie
William werd geboren in Sussex County bij ouders van Engelse afkomst. In 1832 verhuisde zijn familie naar New York om daar een slagerij te openen in Manhattan. William leerde het vak van zijn vader en nam op een gegeven moment de zaak van hem over. In de jaren 1840 richtte hij zijn eigen bende op.
Op 23 oktober 1851 vond er, volgens The New York Times, een incident plaats in het Florence's Hotel aan Broadway. De barman werd daarbij ernstig verminkt door William Poole, Tom Hyer en een aantal anderen.  Vervolgens ging de groep op zoek naar John Florence, eigenaar van het hotel, om hem eveneens aan te pakken. De groep kon John echter niet vinden en verliet het pand. Ondertussen had Charles Owens hulp gekregen en was hij naar de politie gestapt. Er werd meteen een arrestatiebevel uitgegevaardigd tegen William, Tom en de anderen.

## Bokswedstrijd
Williams aartsvijand, John Morrissey, was een Ierse beveiliger bij Tammany Hall. Ook hij was een bekend bokser en daagde William uit tot een wedstrijd. De vete is vermoedelijk ontstaan doordat William op 12 oktober 1853 in Boston Corner gewed had op de tegenstander van Morrissey, Yankee Sullivan. Het resultaat van die wedstrijd was onder dispuut en William vond niet dat Morrissey betaald moest worden. Morrissey werd namelijk uitgeschakeld tijdens de wedstrijd, maar in plaats van een knock-out in 10 tellen, werd de wedstrijd gewonnen door wie als laatste in de ring bleef . Omdat Yankee Sullivan weggelopen, omdat hij dacht dat hij gewonnen had, en Morrissey toch opstond, vonden de aanhangers van Morrissey dat hij de winnaar was. 
Op 26 juli 1854 gingen William en Morrissey het gevecht aan. Volgens The New York Times hing het oog van Morrissey na de kamp uit de oogkas. Tevens zaten er grote deuken in zijn hoofd en het gezicht boven en onder de ogen was volledig zwart van alle blauwe plekken. Er zat een gat in zijn wang en verder had hij nog verwondingen aan de borst, armen en rug.
Morrissey zon op wraak. Op 25 februari 1855 schoot Lew Baker, een vriend van Morrissey, William neer in Stanwix Hall, een bar op Broadway.
William stierf uiteindelijk op 8 maart 1855 aan de verwonding van het geweerschot. Hij stierf in zijn huis aan Christopher Street en liet een vrouw en kind achter. Hij werd begraven op 11 maart 1855 op Green-Wood Cemetery in een graf zonder grafsteen. In 2004 werd deze grafsteen alsnog geplaatst.

## Cultuur
William Poole was de inspiratie voor het personage William "Bill the Butcher" Cutting (gespeeld door Daniel Day-Lewis) in de film Gangs of New York uit 2002. Anders dan in de realiteit sterft het personage in de film tijdens de dienstplichtrellen in New York in 1863, acht jaar na zijn werkelijke sterfdatum.